# Down in Virginia
Down in Virginia — студійний альбом американського блюзового музиканта Джиммі Ріда, випущений у 1969 році лейблом BluesWay. 

## Опис
Записаний у 1967–1969 роках в Чикаго.
У 1969 році «Don't Light My Fire»/«The Judge Should Know» видані на синглі (BluesWay 45-61025).

## Список композицій
1. «Sugar, Sugar Woman» (Ел Сміт, О. Д. Робінсон) — 2:35
2. «Don't Light My Fire» (Ел Сміт) — 2:35
3. «Slow Walking Mama» (Ел Сміт, Луїс Сміт) — 2:40
4. «Jump and Shout» (Мері Лі Рід) — 2:30
5. «Down in Virginia» (Мері Лі Рід) — 2:35
6. «Check Yourself» (Мері Лі Рід) — 2:35
7. «I Show an Arrow to the Sky» (Мері Лі Рід) — 2:37
8. «Ghetto Woman Blues» (Ел Сміт) — 2:25
9. «Big Boss Lady» (Ел Сміт) — 2:32
10. «I Need You So» (Мері Лі Рід) — 2:40
11. «The Judge Should Know» (Ел Сміт, Луїс Сміт) — 2:45

## Учасники запису
- Джиммі Рід — вокал, гітара, губна гармоніка
- Вейн Беннетт — ритм-гітара
- Едді Тейлор — бас-гітара
- Філ Апчерч — бас
- Ел Данкан — ударні

Технічний персонал
- Ел Сміт — продюсер